# TSG电子竞技俱乐部
凯旋之歌电子竞技俱乐部（简称TSG）是一家成立于2017年6月的电子竞技职业俱乐部，总部位于中国上海。俱乐部旗下包括英雄联盟分部、绝地求生分部以及星际争霸II分部。
俱乐部的标志为一只黄色雄狮，黄色既象征着至高无上的尊严，也代表着来自东方的黄皮肤。图腾式的刻画风格，寄予了TSG“王者降临，霸气凯旋”的精神属性。

## 历史
2017年，在电子竞技领域从业多年的从业人员施谦辞去腾讯的工作，与曾是反恐精英电竞职业选手的马西西组建了TSG电子竞技俱乐部。俱乐部以英雄联盟作为创始项目，随后成立了绝地求生分部以及星际争霸分部。
2020年4月15日，TSG电子竞技俱乐部发布公告，宣布开始招募《无畏契约》选手。

## 英雄联盟

### 队员名单
| 国籍           | ID      | 姓名   | 位置 |
| -------------- | ------- | ------ | ---- |
| 中华人民共和国 | shupian | 郭宇同 | 上单 |
| 中华人民共和国 | Cheats  | 付子昻 | 打野 |
| 中华人民共和国 | suny1ng | 江宏历 | 中单 |
| 中华人民共和国 | MoonX   | 汪祥   | 下路 |
| 中华人民共和国 | Cherub  | 王俊杰 | 辅助 |
| 中华人民共和国 | Pudding | 毕浩天 | 辅助 |

数据来源：

### 教练组
| 国籍           | ID       | 姓名   | 职位   |
| -------------- | -------- | ------ | ------ |
| 中华人民共和国 | Cyndi    | 刘欣   | 经理   |
| 中华人民共和国 | X1ri     | 苏泽皓 | 主教练 |
| 中华人民共和国 | Rashomom | 罗斌   | 教练   |

## 绝地求生
2019年4月10日，TSG电子竞技俱乐部宣布进军绝地求生领域。俱乐部以小说《四大名捕》为背景，每位选手的ID后均含一个“花名”（无情、铁手、追命、冷血）。

### 队员名单
| 国籍           | ID           | 姓名   | 位置   |
| -------------- | ------------ | ------ | ------ |
| 中华人民共和国 | Bear_TieShou | 陆晗磊 | 指挥位 |
| 中华人民共和国 | Peng_WuQing  | 王鹏   | 突击手 |
| 中华人民共和国 | 911_LengXue  | 冼海锋 | 架枪位 |
| 中华人民共和国 | Sia_ZhuiMing | 朱默洲 | 突击手 |

数据来源：

### 教练
- 周杰（ID：Tiger911）

## 星际争霸II

### 队员名单
| 国籍           | ID     | 姓名         | 出生日期   | 入队日期   |
| -------------- | ------ | ------------ | ---------- | ---------- |
| 中华人民共和国 | Cloudy | 高源（队长） | 1994-04-20 | 2019-01-28 |
|                | Solar  | 姜敏寿       | 1996-09-09 | 2019-01-28 |
| 中华人民共和国 | Star   | 王润聪       | 2004-04-05 | 2019-08-28 |

数据来源：